# Delegación (municipalidad)
Una delegación es una división administrativa que, en algunos países, se encuentra bajo la jurisdicción de un municipio o una entidad de gobierno local. Este término se utiliza principalmente en países de habla hispana y varía en su significado y funciones según la legislación de cada país. Las delegaciones suelen actuar como subdivisiones del territorio municipal y tienen el objetivo de descentralizar funciones administrativas, acercar los servicios públicos a los ciudadanos y promover la participación local.

## Uso del término en distintos países

### México
En México, las delegaciones históricamente se utilizaron como divisiones administrativas en el antiguo Distrito Federal (hoy Ciudad de México). Hasta 2016, la Ciudad de México estaba compuesta por 16 delegaciones, las cuales funcionaban como órganos desconcentrados del gobierno central, sin autonomía plena.
Con la promulgación de la Constitución Política de la Ciudad de México en 2016, estas delegaciones fueron transformadas en alcaldías, adquiriendo mayor autonomía política y administrativa, Sin embargo, el término «delegación» aún se utiliza en algunos estados mexicanos para referirse a oficinas regionales del gobierno municipal o estatal, encargadas de tareas específicas, como registro civil o servicios públicos.

### Argentina
En Argentina, una delegación es una subdivisión administrativa de un municipio que tiene funciones descentralizadas. Por ejemplo, en el partido de General Pueyrredón (provincia de Buenos Aires), las delegaciones municipales administran servicios como el mantenimiento de calles, recolección de residuos y supervisión de obras públicas en localidades alejadas de la cabecera municipal.

### Chile
En el siglo XIX, las delegaciones fueron un tipo de división administrativa intermedia entre el municipio y las subdelegaciones, creadas por la Ley de Organización y Atribuciones Municipales de 1891. Estas delegaciones desaparecieron con la reorganización territorial de Chile en el siglo XX.
En la actualidad, la Constitución y la Ley Orgánica Constitucional de Municipalidades permite al alcalde nombrar delegados en algunas áreas de la comuna, previo aviso al Delegado Presidencial Provincial. Así, algunas comunas han establecido delegaciones municipales en poblaciones determinadas, especialmente en caso de gran población o lejanía de la cabecera comunal.

### España
En España, el término «delegación» se utiliza en el contexto de la administración local y regional, pero no como una división territorial. Por ejemplo, las diputaciones provinciales pueden tener delegaciones en diferentes municipios para gestionar proyectos regionales o provinciales.

## Funciones típicas de las delegaciones
Las funciones de las delegaciones pueden variar ampliamente según el país y el contexto administrativo. Entre las más comunes se encuentran:
- Administración de servicios públicos locales, como agua potable, alumbrado y recolección de basura.
- Mantenimiento de infraestructura y supervisión de obras públicas.
- Gestión de programas sociales y atención al ciudadano.
- Coordinación de seguridad pública en colaboración con policías municipales o estatales.